# العملات السلوقية
استند سكّ العملات في الإمبراطورية السلوقية إلى عملات الإسكندر الأكبر، والتي كانت بدورها مستندة إلى عملات أثينا ذات الوزن الأتيكي. وُجدت العديد من دور سك العملات والإصدارات المختلفة، مع وفرة العملات الفضية والأساسية بشكل رئيسي. وُجدت كثافة كبيرة من دور سك العملات في سوريا السلوقية، حيث كانت أجزاء الإمبراطورية المطلة على البحر الأبيض المتوسط أكثر اعتمادًا على سك العملات في وظائفها الاقتصادية.

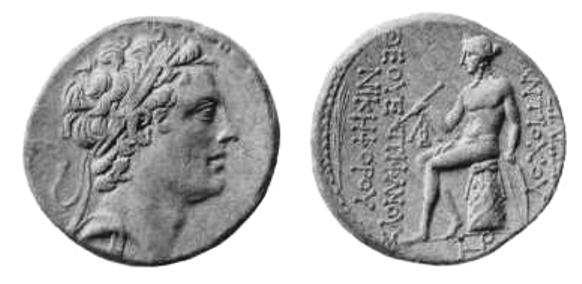
أنطيوخوس الرابع

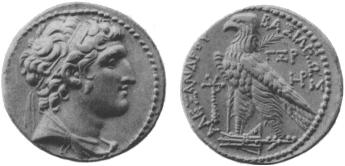
ألكسندر بالاس

كان رمز القوة السلوقية هو المرساة، التي وُضعت على وجه العملات التي تُصوّر الإسكندر بعد وفاته. تتميز بعض العملات البرونزية السلوقية بحواف مسننة مزخرفة، على غرار بعض الديناري الروماني والعملات المقدونية النادرة.
أول دار سكّ ملكية سلوقية كانت في سلوقية على نهر دجلة. وكانت أنطاكية، عاصمة جديدة، تضم أهم دار سكّ بعد أن نقل سلوقس الأول عمالها من سلوقية.

## الطوائف
إصدرت العملات البرونزية بخمس فئات؛ يختلف الوزن والحجم بشكل كبير وعلى الأرجح لم يتم بذل أي جهد للتوافق مع معيار محدد، وقد تكون مقومة بالخالكوي.
- المقاس أ = 23+ مم = 10+ ج
- مقاس ب = 18–23 مم = 6.77–8.63 ج
- حجم C = 13–17 مم = 3.88 ج
- حجم د = 12–13 مم = 1.59 ج
- الحجم E = 10–12 مم = 1.13 ج

كانت قيم الفئات والصور الشائعة على العملات الفضية على النحو التالي، حيث كانت الفئة تعتمد على الأوبول والصورة الأكثر شيوعًا على العملة:
- 1 أوبول : المرساة والقوس والجعبة.
- 2 ديوبول : القوس والجعبة
- 3 هيميدراكم :
- 6 دراخما : مرساة
- 24 تترادراخما : فيل يمشي
- عملات معدنية عليها رأس زيوس على الوجه الآخر وأثينا في عربة الفيل. هذه العملات المعدنية ذات معيار فينيقي أخف وزناً.

## التاريخ

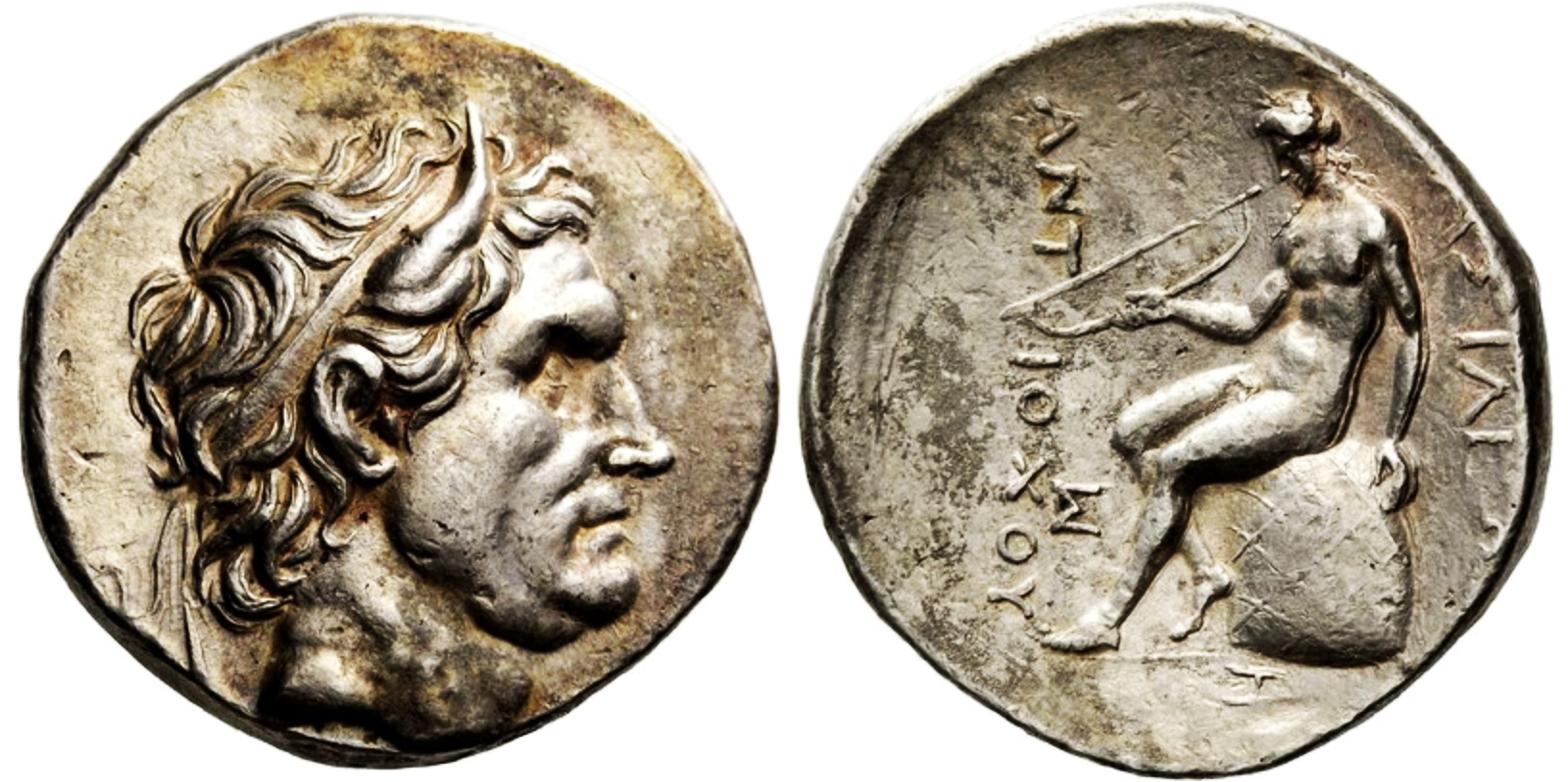
صورة سلوقس الأول على عملة رباعية الدراخما لأنطيوخس الأول

استمرت الدول الخلفاء للإمبراطورية المقدونية في سك عملات معدنية تحمل صورة الإسكندر الأكبر. انتشرت هذه العملات على نطاق واسع في الإمبراطورية السلوقية، حيث سكتها جميع دور السك باستثناء دار سك باكترا. كان أنطيوخس الأول، ابن سلوقس الأول، أول حاكم سلوقي يسك عملات معدنية تحمل صورته.
عادةً، لم تكن العملات المعدنية التي لم تكن تعتمد على الوزن الأتيكي متداولة داخل الإمبراطورية. استخدمت العملات الأتالية والبطلمية والرودية معيارًا مختلفًا. ربما وُجدت لوائح لفرض استخدام المعيار الأتيكي. ومع ذلك، فمن المرجح أن هذه اللوائح وُضعت لأسباب عملية وليست ذات دوافع سياسية. كانت سوريا الجوفاء وفينيقيا استثناءات لقاعدة استخدام المعيار الأتيكي. غزاها أنطيوخوس الثالث الكبير عام 200 قبل الميلاد. ضرب السلوقيون بعض العملات المعدنية بالمعيار البطلمي لاستخدامها في المنطقة، وقد تعايش كلا المعيارين هناك.
اختلفت لوائح السلوقيين بشأن سكّ العملات عن لوائح فارس الأخمينية في عدة جوانب. لم يسعَ الحكام الأخمينيون إلى توحيد معايير سكّ العملات، بل سمحوا للحكام المحليين بسكّ العملات باسمهم. وبينما حافظ السلوقيون على نظام الساتراب، منعوا الحكام المحليين من سكّ العملات باسمهم. كان لبعض المدن دور سكّ خاصة بها للعملات البرونزية، بينما كانت العملات الذهبية والفئات الفضية الكبيرة تُصكّ فقط في دور السك الملكية. مع ذلك، سيطرت الإمبراطورية، إلى حدّ ما، حتى على سكّ العملات البرونزية المحلية.
بعد هزيمة أنطيوخس الثالث في حربه ضد روما، واضطراره لدفع تعويضات حرب كبيرة، أصبحت العملات الفضية نادرة وخفيفة. ولم يُسك سوى عدد قليل من العملات الفضية الجديدة لعقدين من الزمن بعد الهزيمة. وحل البرونز محل الفضة في الغالب في دور السك بين عامي 173 و171 قبل الميلاد.
عندما بدأت الإمبراطورية السلوقية في الانحدار، وضعف حكمها على أجزاء من الإمبراطورية منذ العقود الأخيرة من القرن الثاني قبل الميلاد، بدأت المدن المحلية في إنتاج عملاتها الفضية الخاصة لإظهار استقلاليتها عن البيروقراطية المركزية.
على الرغم من فرض بعض اللوائح ظاهريًا، إلا أن سياسة السلوقيين ظلت حرة إلى حد ما مقارنةً بالمملكة البطلمية التي فرضت عملة ملكية حصرية. في عملية صنع العملات، كانت هناك أوجه تشابه مع العملات البطلمية. على سبيل المثال، غالبًا ما تحتوي عملات السلوقيين على انخفاض مركزي ناتج عن عملية صنع العملات.

## سك النقود
كان للأراضي الأساسية السلوقية حول سوريا تركيز كبير على دور سك العملة. وكان لكل مقاطعة شرقية دار سك عملة واحدة. كانت مناطق البحر الأبيض المتوسط في المملكة السلوقية أكثر نقدًا، وكانت تعتمد اقتصاديًا بشكل أكبر على العملات المعدنية. كان استخدام العملات المعدنية في بلاد ما بين النهرين، بما في ذلك مناطق مثل بابل وشوشان، على الأرجح ظاهرة حضرية بشكل أساسي، بينما لم تكن العملات المعدنية اليونانية ضرورية للحياة اليومية في المناطق الريفية. في بلاد ما بين النهرين، كانت الضرائب والمدفوعات الرسمية على الأرجح هي أجزاء الاقتصاد التي شهدت استخدام العملات المعدنية. وعلى الرغم من أن بلاد ما بين النهرين شهدت زيادة في استخدام العملات المعدنية خلال الفترة الهلنستية، إلا أن التأثير ربما كان متواضعًا. لم تختفِ طرق الدفع التقليدية.
كانت سلوقية على نهر دجلة عاصمة أول دار سك عملات سلوقية. لاحقًا، عندما أعطى سلوقس الأول نيكاتور الأولوية لبناء مدينة أنطاكية الساحلية المهمة على سلوقية، نقل عمال دار سك العملات سلوقية إلى العاصمة الجديدة في أنطاكية. أنتجت دار سك العملات في أنطاكية عملات ذهبية، بالإضافة إلى عملات برونزية ملكية سُكّت باسم الملك. كانت دار سك العملات القديمة في سلوقية تعمل كدار سك عملات بلدية في هذه المرحلة، وكانت تُسك العملات باسمها. علاوة على ذلك، أنتجت دار سك العملات في أنطاكية عملات برونزية أكثر من سلوقية. يبدو أن السلالة السلوقية حاولت إنشاء عملة موحدة في جميع أنحاء الإمبراطورية، حيث اكتشفت عملات معدنية ذات رموز وصور متشابهة من العملات المعدنية التي سُكّت في جميع أنحاء الإمبراطورية. تتضمن هذه الرموز الشائعة مرساة وثورًا مهاجمًا.
كانت العملات القديمة في الإمبراطورية السلوقية تُسك باسم الإسكندر الأكبر، أو على الأقل كانت تحمل صورته. إلا أن دار سك النقود "باكترا" كانت استثناءً لهذه القاعدة شبه العالمية، إذ لم تكن تُسك عملات تحمل صورة الإسكندر الأكبر.
كانت دار سك العملة في بطليموس في فينيقيا من أنشط دور السك. فبينما استخدمت دور السك الأخرى عادةً الوزن الأتيكي، كانت دار السك في بطليموس تسك عملات بوزن مختلف، حتى بعد غزو أنطيوخوس الثالث الكبير لها. ومن المرجح أن المدينة سكّت عملات فضية دون انقطاع بعد انتقال ملكيتها، نظرًا لأهميتها البالغة في فينيقيا.

### سك النقود الغربي
- أبيدوس[الإنجليزية]
- أنطاكية
- أفاميا
- أرادوس
- بيريتوس
- كارهي [5]
- سيزيكوس
- الرها [5]
- لامبساكوس[الإنجليزية]
- لاودكية في سوريا [3]
- ماراثوس
- بطليموس في فينيقيا [3] [5]
- سلوقية في بيريا [3]
- سلوقية على نهر دجلة
- صيدا
- طرسوس
- إطار [5]

### سك النقود الشرقي
- أي خانوم
- أراكوسيا [6]
- بابل
- باكترا
- عدة دور سك العملة في باكتريا [6]
- درانجيانا [6]
- إكباتانا
- سلوقية على نهر دجلة [6]
- سوسا [5]

## التصميم والرموز

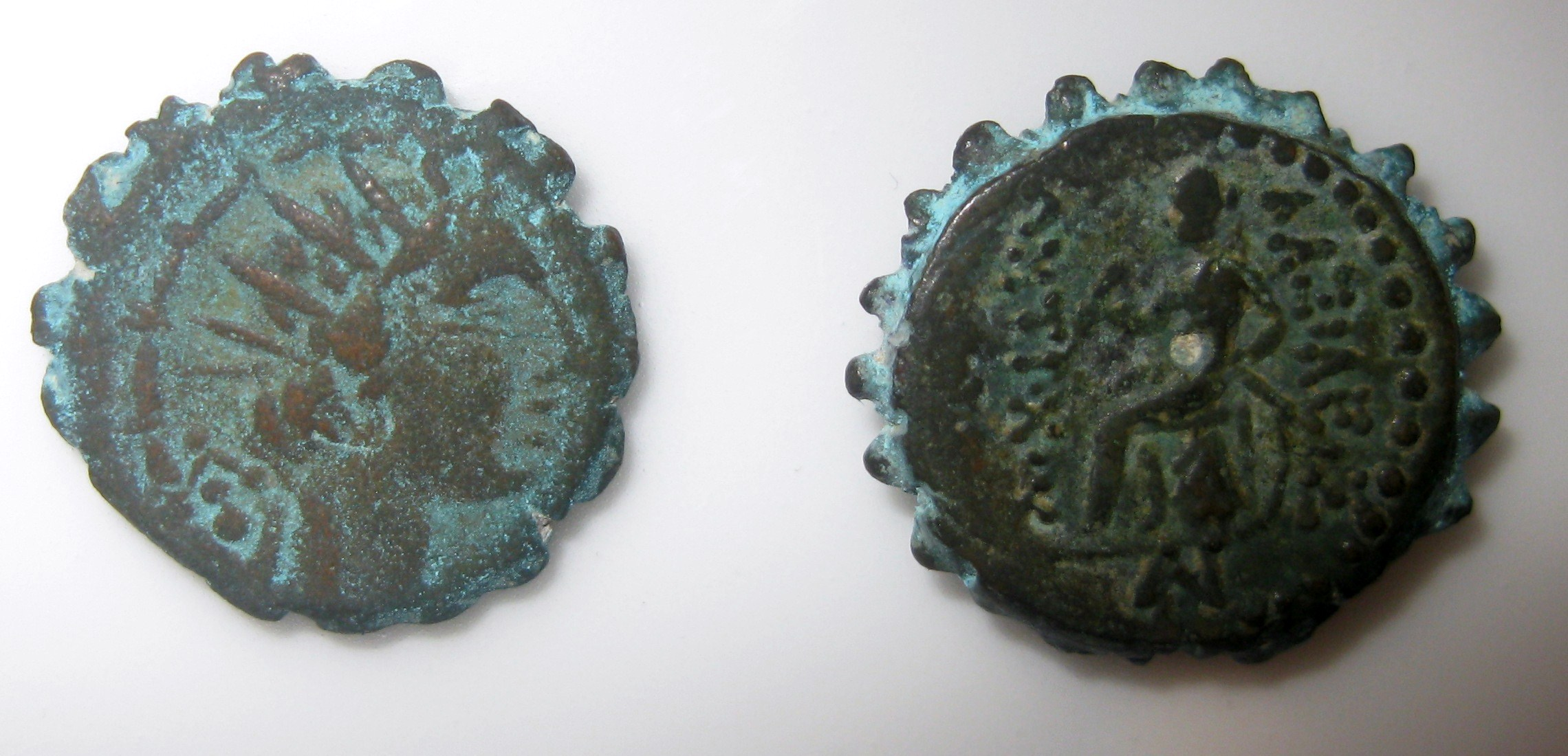
عملة برونزية لأنطيوخس الرابع

كانت المرساة رمزًا لسلالة السلوقيين بدءًا من عهد سلوقس الأول نيكاتور في عام 305 قبل الميلاد، واستخدمها خلفاؤه. ظهرت المرساة لأول مرة في عكس العملات المعدنية التي تحمل صورة الإسكندر الأكبر فيها. كانت مثل هذه العملات المعدنية التي تحمل صورة الإسكندر شائعة جدًا في دول الديادوشي. أصول المرساة كرمز غامضة، ولكن هناك العديد من النظريات حول الأصل. على سبيل المثال، قد تخلد ذكرى مسيرة سلوقس تحت الحكم البطلمي بين عامي 315 قبل الميلاد و312 قبل الميلاد. نظرية أخرى هي أن المرساة كانت شكلاً من أشكال الدعاية التي تستهدف التجار لإغرائهم بالعودة إلى مدن شمال سوريا وموانئها الجديدة التي بناها سلوقس.
بعد وفاة سلوقس الأول، بدأ خلفاؤه بسكّ عملات تحمل صورهم الخاصة. حملت عملات الإمبراطورية السلوقية صورًا، منها ملك حاكم يرتدي زيًا على شكل أسد، أو زيوس على عرش يحمل صولجانًا ونسرًا في كل يد. كما صورت بعض العملات إلهًا أو إلهة، أو في بعض الحالات ميدوسا، أو ثورًا مهاجمًا، أو مرساة.
يمكن اعتبار العملات التي سكها أنطيوخوس الرابع إبيفانيس ابتكارًا أيقونيًا مقارنةً بحكام سلوقيين آخرين. ارتبط اسمه بصفات ورموز سماوية متنوعة، كالنجوم والأشعة حول رأسه. سك كلٌّ من أنطيوخس الرابع وسلوقس الرابع فيلوباتور عملات تحمل صورة إله الشمس هيليوس. ومن الآلهة الأخرى المرتبطة بحكم هذين الحاكمين والأخوين أبولو.

## روابط خارجية
- سوريا(α) الملوك السلوقيون
- المملكة السلوقية - العملات المعدنية
- سلوقس الأول
- أنطيوخس 1
- زينو.رو